# لاپاناگاما
لاپاناگاما (به لاتین: Lappanagama) یک منطقهٔ مسکونی در سری‌لانکا است که در استان مرکزی (سری‌لانکا) واقع شده‌است.